# Евро Геймс Технолоджи
„Евро Геймс Технолоджи“ ООД е българско предприятие за производство на игрални машини със седалище в София.
Основано през 2002 година, през следващите години то се превръща във водещото българско предприятие в сектора, като към 2017 година има 39% от продажбите на сектора производство, некласифицирано другаде и 1153 служители. Към 2023 година обемът на продажбите е 808 милиона лева с нетна печалба от 304 милиона лева.